# توهاتسو

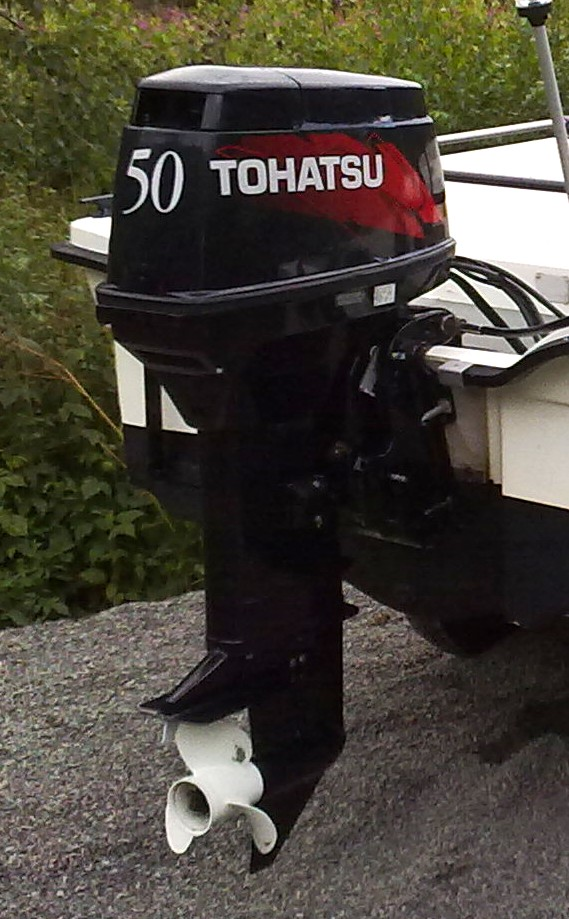
یک مدل موتور توهاتسو مدل ۲۰۰۷

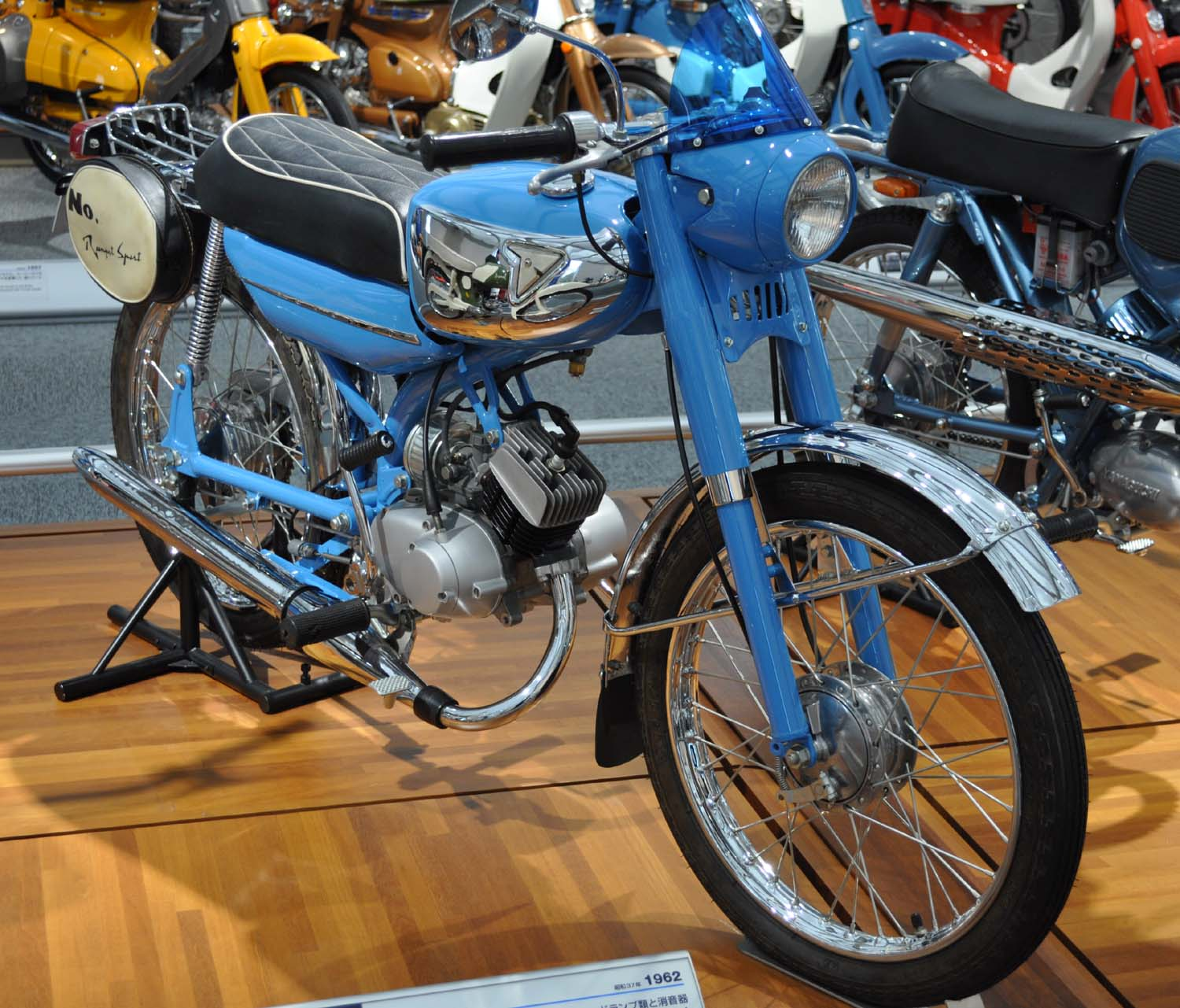
موتور سیکلت اسپرت از سال ۱۹۶۲

ابرشرکت توهاتسو (トーハツ株式会社) یک ابرشرکت ژاپنی تولید و فروش موتورهای قایقرانی، قایق‌های تفریحی، پمپ‌های قابل‌حمل اطفای حریق، کامیون‌های اطفای حریق کوچک، پمپ‌های ساخت‌وساز و زهکشی و واحدهای تبرید برای ترابری است. این ابرشرکت همچنین مدیریت املاک و مستغلات نیز در ژاپن انجام می‌دهد.